# Krążowniki ciężkie typu Portland
Krążowniki ciężkie typu Portland – typ dwóch ciężkich krążowników służących w United States Navy i zbudowanych w latach 30. XX w. Okręty wchodzące w skład tego typu to: USS „Portland” (CA-33) oraz USS „Indianapolis” (CA-35).

## Historia i konstrukcja
Pierwotnie zamówione jako krążowniki typu Northampton na początku lat 20. XX wieku, krążowniki typu Portland miały tyle samo dział artylerii głównej (3 wieże po trzy działa kalibru 203 mm), ale dwukrotnie więcej dział kalibru 127 mm (8 dział zamiast oryginalnych 4). Okręty były także trochę cięższe – zmiany wprowadzono w oryginalnym projekcie Northampton, który był blisko 1000 ton poniżej wymagań traktatowych. Ponieważ krążowniki typu Portland były budowane w stoczniach komercyjnych, okręty nie mogły być przebudowane do bardziej rozbudowanego typu New Orleans. Zamiast tego otrzymały grubszy pancerz burtowy i cięższe uzbrojenie pomocnicze, ale usunięto wyrzutnie torpedowe i gruszkowy dziób.
Oryginalnie planowano zbudowanie sześciu krążowników typu Portland, ale krążowniki CA-32, CA-34 i CA-36 zostały zbudowane przy użyciu zmodyfikowanej konstrukcji stając się typem New Orleans.

## Służba operacyjna
„Portland” wziął udział w bitwie na Morzu Koralowym, bitwie pod Midway i został także ciężko uszkodzony przez japońską torpedę w bitwie morskiej koło Guadalcanal w dniu 13 listopada 1942 roku. 24 października 1944, krążownik brał udział w bitwie w cieśninie Surigao, ostatniej w historii bitwie pancerników. Został on wycofany ze służby wkrótce po zakończeniu wojny i sprzedany na złom w 1959 roku.
„Indianapolis” miał na swoim pokładzie prezydenta Stanów Zjednoczonych Franklina Delano Roosevelta w 1933, 1934 oraz 1936 roku. Podczas II wojny światowej, „Indianapolis” eskortował głównie lotniskowce, prócz tego operował on też w rejonie Aleutów w 1943 roku. W lipcu 1945, „Indianapolis” transportował części i uran wzbogacony dla bomby atomowej Little Boy na wyspę Tinian. Krążownik odpłynął później w kierunku Guam, a następnie rozkazano mu się skierować na Leyte. 30 lipca 1945, "Indianapolis" został trafiony przez dwie torpedy, wystrzelone przez japoński okręt podwodny I-58 i zatonął, stając się ostatnim większym zatopionym okrętem US Navy podczas wojny. Ze względu na błąd w komunikacji, tylko 316 członków załogi "Indianapolis" z ogólnej liczby 850 przeżyło.